# Stanislav Smolaga
Stanislav Smolaga (* 26. srpna 1955) je bývalý český fotbalista, obránce.

## Fotbalová kariéra
V československé lize hrál za Spartu Praha, RH Cheb a Slavii Praha. Nastoupil ve 103 ligových utkáních a dal 1 gól. Ve nižší soutěži hrál i za Železárny Prostějov a Škodu Plzeň.

## Ligová bilance
| Ročník                                   | Zápasy | Góly | Klub         |
| ---------------------------------------- | ------ | ---- | ------------ |
| 1. československá fotbalová liga 1974/75 | 2      | 0    | Sparta Praha |
| 1. československá fotbalová liga 1979/80 | 26     | 0    | RH Cheb      |
| 1. československá fotbalová liga 1980/81 | 25     | 0    | RH Cheb      |
| 1. československá fotbalová liga 1981/82 | 30     | 1    | RH Cheb      |
| 1. československá fotbalová liga 1982/83 | 20     | 0    | Slavia Praha |
| CELKEM                                   | 103    | 1    |              |